# Borgoratto Alessandrino
Borgoratto Alessandrino là một đô thị ở tỉnh Alessandria trong vùng Piedmont của Italia, có vị trí cách khoảng 70 km về phía đông nam của Torino và khoảng 11 km về phía tây nam của Alessandria. Tại thời điểm ngày 31 tháng 12 năm 2004, đô thị này có dân số 598 người và diện tích là 6,6 km².
Borgoratto Alessandrino giáp các đô thị: Carentino, Castellazzo Bormida, Frascaro, và Oviglio.